# Pluggskivlingar
Pluggskivlingar (Paxillus) är ett släkte av svampar. Pluggskivlingar ingår i familjen Paxillaceae, ordningen Boletales, klassen Agaricomycetes, divisionen basidiesvampar och riket svampar.
Släktet omfattar stora, köttfulla svampar med nedlöpande, greniga, inbördes med varandra förenade lameller och rostfärgat sporpulver.
| Paxillus | \| \| Paxillus ionipus \| \| \| \| \| \| Paxillus involutus \| \| \| \| \| \| Paxillus atraetopus \| \| \| \| \| \| Paxillus rubicundulus \| \| \| \| \| \| Paxillus ammoniavirescens \| \| \| \| |
|          | \| \| Paxillus ionipus \| \| \| \| \| \| Paxillus involutus \| \| \| \| \| \| Paxillus atraetopus \| \| \| \| \| \| Paxillus rubicundulus \| \| \| \| \| \| Paxillus ammoniavirescens \| \| \| \| |
|          | Gyrodon |
|          | |
|          | Melanogaster |
|          | |
|          | Austrogaster |
|          | |
|          | Alpova |
|          | |
|          | Hydnomerulius |
|          | |
|          | Meiorganum |
|          | |
|          | Paragyrodon |
|          | |
|          | Paxillus ionipus |
|          | |
|          | Paxillus involutus |
|          | |
|          | Paxillus atraetopus |
|          | |
|          | Paxillus rubicundulus |
|          | |
|          | Paxillus ammoniavirescens |
|          | |

|  | Paxillus ionipus          |
|  |                           |
|  | Paxillus involutus        |
|  |                           |
|  | Paxillus atraetopus       |
|  |                           |
|  | Paxillus rubicundulus     |
|  |                           |
|  | Paxillus ammoniavirescens |
|  |                           |

## Bilder

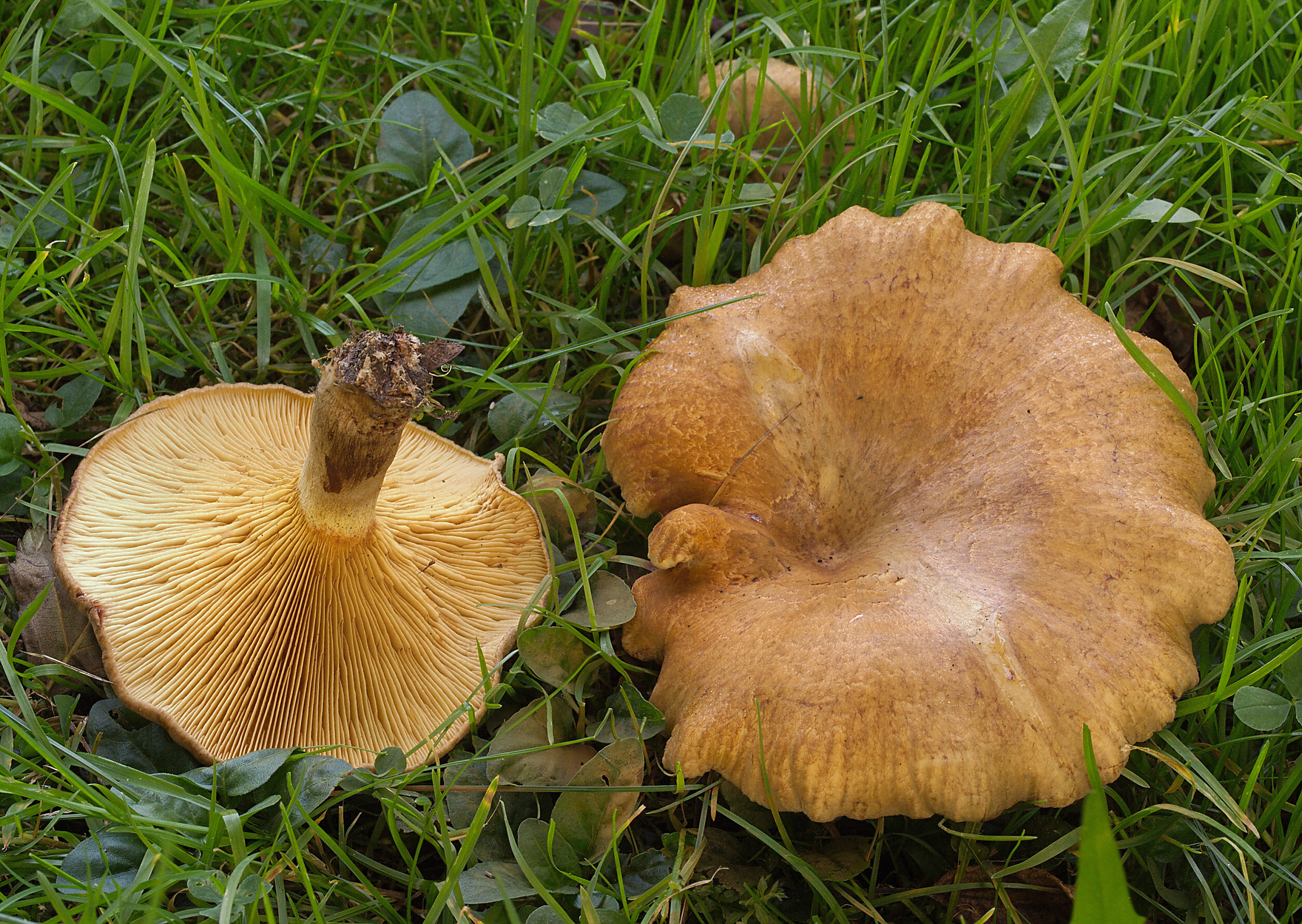
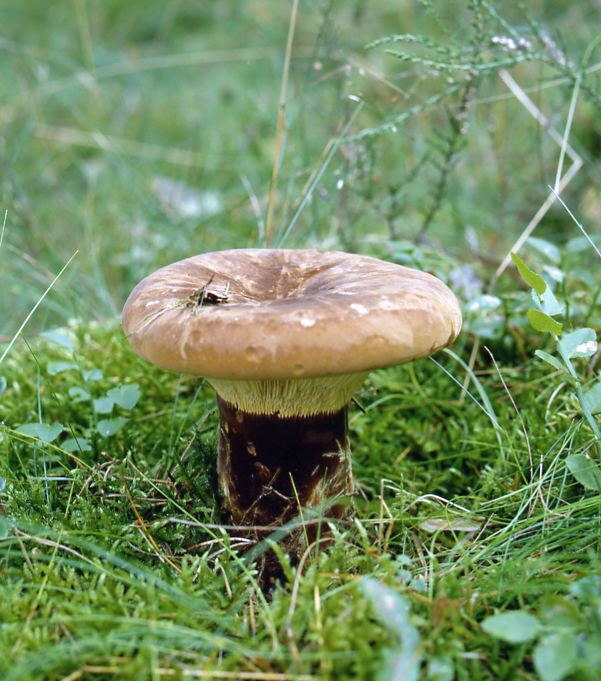